# Русь (кинопроектор)
«Русь» — советский любительский кинопроектор для немой цветной и чёрно-белой 8-мм киноплёнки, работающий с напряжением в 110 В, 127 В, 220 В и 240 В. Лампа работала в нормальном и экономном варианте. Лампы хватало на 50 часов непрерывной работы. Выпускался заводом ЛОМО периодом с 1970 по 1990 год. В отличие от других кинопроекторов (таких, как: «Луч» и т. д.) предназначался не только для киноплёнки N8, но и для киноплёнки «Супер-8», благодаря сменному зубчатому барабану. Был самым популярным любительским кинопроектором в СССР на ровне с кинопроектором «Волна».

## Типы плёнок
Киноплёнки были двух типов: любительские и фильмокопии. Фильмокопии печатались на копировальных фабриках. Продовались они со скоростью проекции в 16 кадров в секунду, 18 кадров в секунду (основная в то время скорость) и 24 кадра в секунду (стандартно для настоящего времени). Любительские — это съёмка на обращаемую киноплёнку продававшуюся в рулонах по 7 метров, 10 метров, 15 метров и 30 метров. Проявлялась она в темноте с помощью специального проявителя, потом сушилась и сматывалась на бобину. Киноплёнки были двух типов: негативная и позитивная. На негативной плёнке чёрное было белым, а белое было чёрным. Позитивные были сразу в том цвете, что их снимали. Проявляли их также и в специальных ларьках и/или заведениях.

## Типы бобин
Бобины для киноплёнки были трёх типов: 40 метров, 60 метров и 120 метров (в основном производством бобин на 120 метров занимался ЛОМО).